# Saucenița
Saucenița – wieś w Rumunii, w okręgu Botoszany, w gminie Văculești. W 2011 roku liczyła 860 mieszkańców.